# Elacatis undulata
Elacatis undulata là một loài bọ cánh cứng trong họ Salpingidae. Loài này được Chapin miêu tả khoa học năm 1923.